# Mitridates II de Pàrtia
Mitridates II o Mitridates el Gran va ser rei de Pàrtia del 124 aC al 87 aC.
El nom, molt comú entre els medes i perses, significa «donat pel sol». La variant del nom Mitradates, més rar però etimològicament més correcte, es troba en monedes. Va succeir al seu pare Artaban II, mort en la guerra contra els tocaris. Mitridates II va haver de fer front als atacs dels Saces des Bactriana.
Aviat va reorganitzar les forces i va derrotar els saces i va obligar el seu rei (anomenat pels parts Sahanu Sahi, és a dir «rei de reis») a avassallar-se als parts.
El 123 aC el sàtrapa part de Mesene, Himeros, es va revoltar i es va voler independitzar, i els sàtrapes selèucides d'Adiabene i Corduena van fer el mateix vers el 122 aC. Mitridates va sotmetre Himeros i al rei de Caracene Hispaosines.Del primer no es torna a fer esment però el segon va conservar el país com a vassall.
El 119 aC Mitridates havia netejat de saces el país i els havia reduït a la regió del Sakastan (Sistan) com a teòrics vassalls, si bé el rei Azes es va alliberar d'aquesta tutela uns anys després.
Abans del 95 aC va derrotar el rei Artavasdes I d'Armènia i va conquerir alguns territoris. El príncep hereu Tigranes (futur Tigranes II d'Armènia el gran) va quedar com a ostatge del rei dels Parts. El 95 aC va morir Artavasdes i Tigranes per esser alliberat va haver de cedir 70 valls i comarques.
Cap a l'any 90 aC, Gotarces I, un membre de la família arsàcida es va revoltar i es va proclamar rei i va dominar una part de l'imperi. La guerra civil va durar uns cinc anys. Això va ser aprofitat per Tigranes II d'Armènia, que potser l'any 88 aC va sotmetre els reis de Corduena, Adiabene, Atropatene i va recuperar els territoris que havia entregat el 95 aC.
El 87 aC va morir Mitridates II en un combat contra els armenis a la riba de l'Araxes, i no va deixar fills. Maukisres o Muaskires, oncle de Mitridates de 90 anys (germà de Mitridates I i d'Artaban II), es va proclamar rei.